# Конечное множество
Конечное множество — множество, равномощное отрезку натурального ряда, а также пустое множество, называется конечным. В противном случае множество называется бесконечным.
Например,
{\displaystyle \{2,4,6,8,10\}}
конечное множество из пяти элементов. Число элементов конечного множества является натуральным числом и называется мощностью множества.
Множество натуральных чисел бесконечно:
{\displaystyle \{1,2,3,\ldots \}.}
Конечные множества играют особую роль в комбинаторике, которая изучает дискретные объекты. Рассуждения о конечных множествах используют принцип Дирихле, согласно которому не может существовать инъекция из большего конечного множества в меньшее.

## Формальное определение
Два множества {\displaystyle X} и {\displaystyle Y} называются эквивалентными, если существует биективное отображение одного множества в другое. Если множества X и Y эквивалентны, то этот факт записывают {\displaystyle X\sim Y} или {\displaystyle |X|=|Y|} и говорят, что множества имеют одинаковые мощности.
Множество {\displaystyle X} называется конечным, если оно эквивалентно множеству {\displaystyle \{1,2,\dots ,n\}} при некотором неотрицательном целом {\displaystyle \ n}. При этом число {\displaystyle \ n} называется количеством элементов множества {\displaystyle X}, что записывается как {\displaystyle |X|=n}.
В частности, пустое множество является конечным множеством, количество элементов которого равно 0, то есть, {\displaystyle |\varnothing |=0}.
Существуют и другие определения конечного множества:
- множество конечно, если оно индуктивно;
- множество конечно, если множество всех его подмножеств нерефлексивно[2];
- множество конечно, если оно нерефлексивно;
- множество конечно, если оно не является объединением двух непересекающихся множеств, каждое из которых эквивалентно данному множеству[2].

Проблема определения конечности множеств в общем случае неразрешима (теорема Трахтенброта). Не существует ни самого слабого, ни самого сильного определения конечного множества. Для каждой логической формулы, являющейся определением конечного множества, существует более сильная и более слабая формулы. Существует неограниченное число логических формул, определяющих конечные множества, и среди них неограниченное множество независимых определений.

## Свойства
- Регулярное множество не эквивалентно никакому своему собственному подмножеству;[1]
- Если конечные множества {\displaystyle X_{1},\dots ,X_{n}} попарно не пересекаются (то есть, {\displaystyle X_{i}\cap X_{j}=\varnothing }), то
{\displaystyle |X_{1}\cup X_{2}\cup \dots \cup X_{n}|=|X_{1}|+|X_{2}|+\dots +|X_{n}|};
- Если {\displaystyle X_{1},\dots ,X_{n}} — конечные множества, то
{\displaystyle |X_{1}\times X_{2}\times \dots \times X_{n}|=|X_{1}|\times |X_{2}|\times \dots \times |X_{n}|};
- Если {\displaystyle X} — конечное множество, то мощность его булеана равна
{\displaystyle \ |2^{X}|=2^{|X|}.}